# 紺野馨
紺野 馨（こんの かおる、1947年 - ）は、日本の文芸評論家、社会学者。群像新人文学賞評論部門受賞。

## 経歴
- 1973年 国際基督教大学卒業。1977年一橋大学大学院社会学研究科修士課程修了。1985年同博士課程中退。指導教官鈴木秀勇[1]。
- 1994年、「哀しき主 小林秀雄と歴史」で第37回群像新人文学賞評論部門受賞[2]。元桜美林大学准教授[3]。

## 著書
- 『村上春樹―「小説」の終わり』桜美林ブックス　論創社〔発売〕 2013

## 翻訳
- H.G.キッペンベルク『古代ユダヤ社会史』奥泉康弘共訳 教文館 1986

## 参考
- 桜美林大学: